# Utetes nepalensis
Utetes nepalensis är en stekelart som först beskrevs av Fischer 1966.  Utetes nepalensis ingår i släktet Utetes och familjen bracksteklar.